# Questvertising
Questvertising (z ang. połączenie słów quest – „zadanie” i advertising – „reklamowanie”) – koncepcja działań reklamowych opartych na stawianiu przed użytkownikiem-odbiorcą prostych zadań. Wykonanie pożądanej akcji wymaga zwykle zapoznania się z komunikatem reklamowym, co jest głównym celem questvertisingu. Zadania mogą mieć formę pytań, zagadek lub innych czynności wymagających zaangażowania, np. minigier lub quizów.
Pojęcie questvertisingu jest częściowo zbliżone do pojęcia grywalizacja (ang. gamification). W grywalizacji zaangażowanie w produkt lub usługę jest celem dalekosiężnym, osiąganym poprzez wprowadzanie elementów znanych z gier fabularnych i komputerowych. Natomiast w questvertisingu samo zaangażowanie ze strony odbiorcy jest natychmiastowe i nastawione na szybkie osiągnięcie celu. Quiz lub prosta gra komputerowa mogą być elementem questvertisingu, ale ostateczną intencją jest przekazanie treści o charakterze reklamowym.
Wymuszając świadome zrozumienie przekazu reklamowego, questvertising bazuje na centralnym torze perswazji, w odróżnieniu o reklam klasycznych, wykorzystujących peryferyjny tor perswazji. Stąd kampanie wykorzystujące questvertising powinny skupić się na komunikacji najważniejszych faktów dotyczących promowanych produktów czy usług, a unikać odwoływania się do manipulacji emocjami lub wrażeniem.
Z badań przeprowadzonych przez prof. Dariusza Dolińskiego wynika, że skuteczność tej samej reklamy docierającej do odbiorcy za pośrednictwem questvertisingu jest kilkukrotnie wyższa niż z wykorzystaniem zwykłych reklam odsłonowych. Rozpoznawalność nieznanych marek stworzonych na potrzeby eksperymentu była średnio 3,6 razy większa z wykorzystaniem questvertisingu i wynosiła 28,7% po jednorazowym rozwiązaniu questu reklamowego. Przewaga nad reklamą tradycyjną utrzymywała się także po tygodniu – 11,6% wobec 4,5%. Jednocześnie zaobserwowano nieznacznie wyższy poziom lubienia marki reklamowanej z wykorzystaniem questvertisingu, co może być spowodowane efektem silniejszej ekspozycji (bardziej lubimy to, co znamy).
Questvertising bywa wykorzystywany w paywallach, gdzie staje się formą bezpieniężnej opłaty za dostęp do treści. W tej roli odpowiedź na pytanie dotyczące reklamy jest formą wynagrodzenia wydawcy internetowego, alternatywną wobec transferu pieniężnego.